# Chojnów

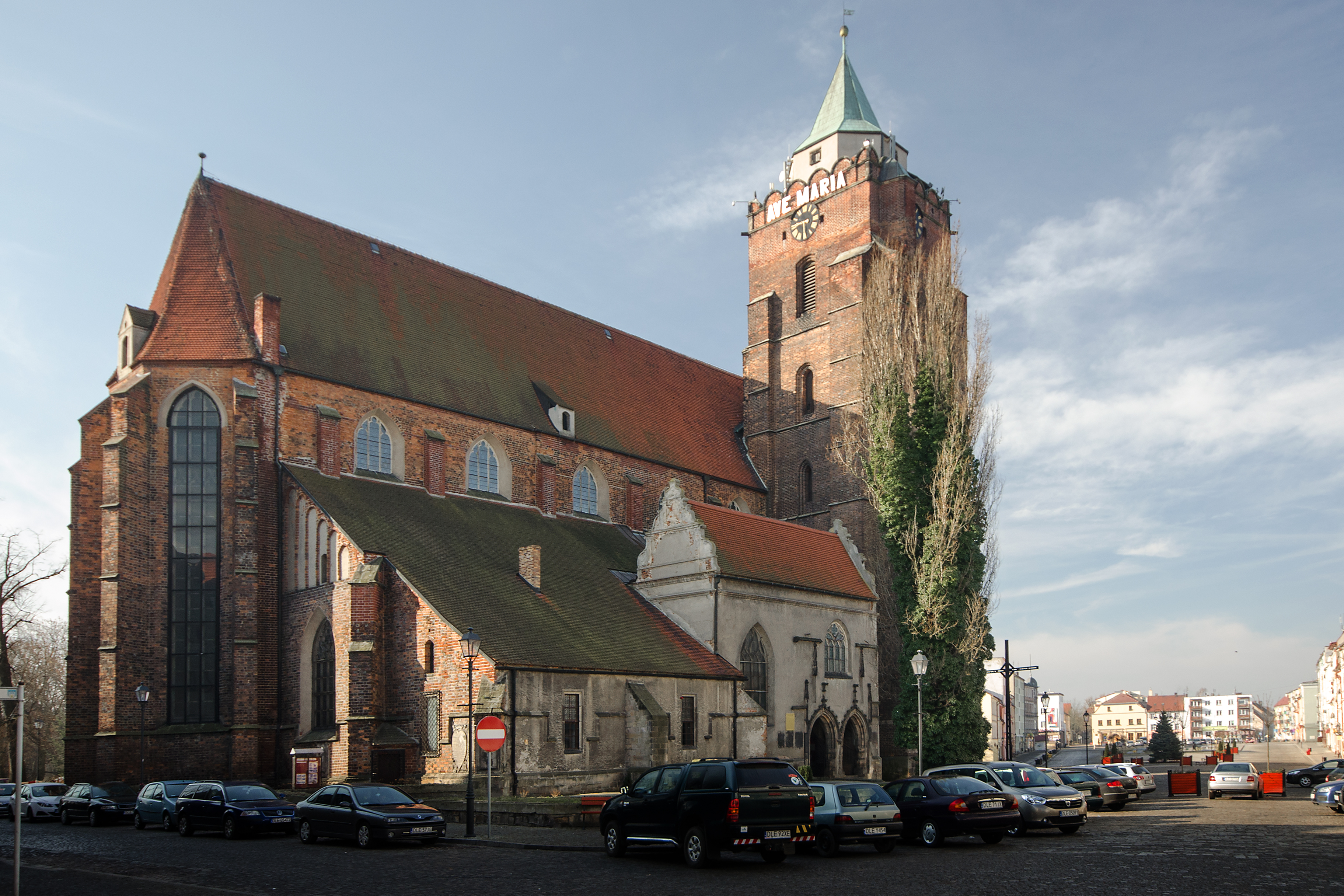
St.-Peter-und-Paul-Kirche

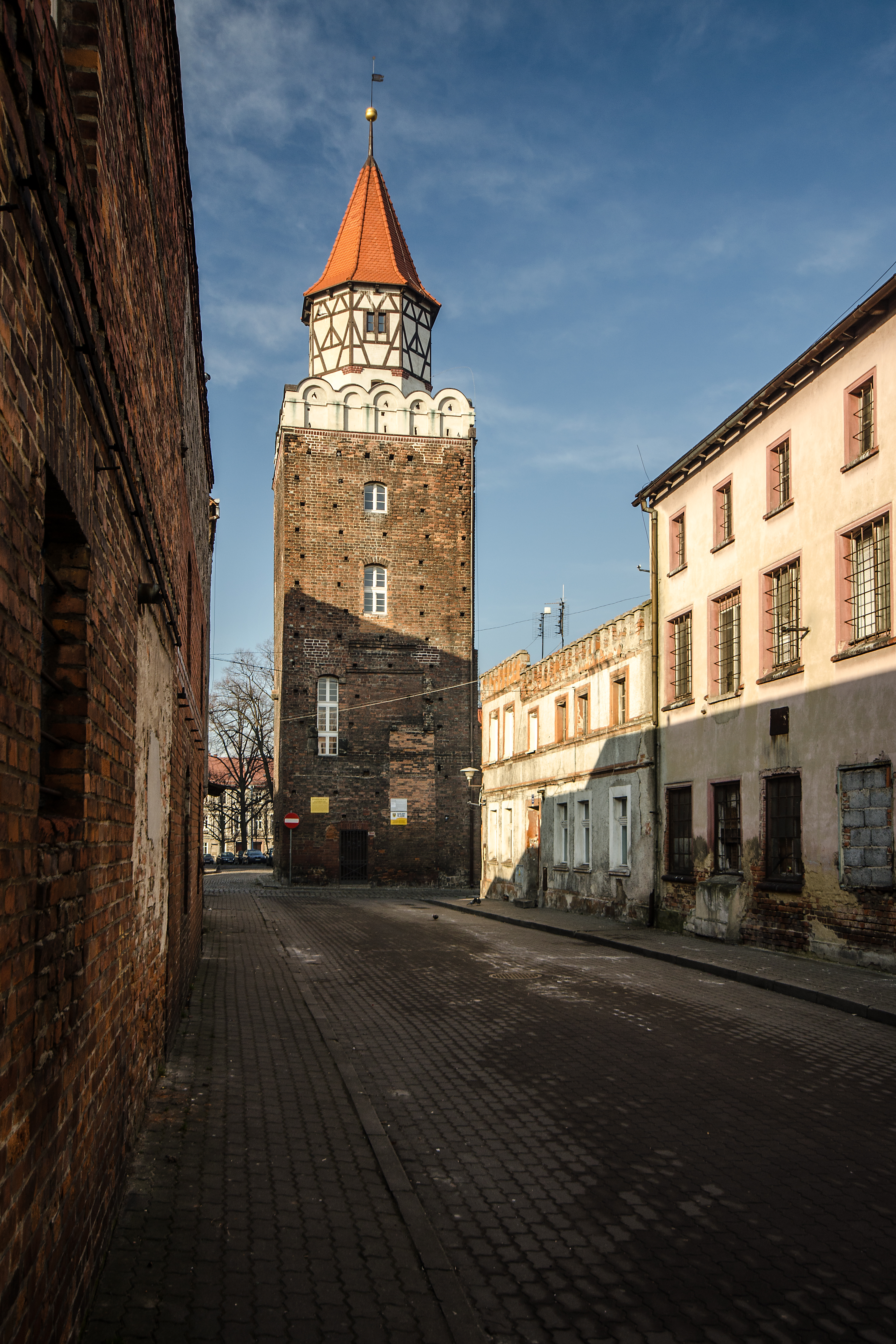
Weberturm

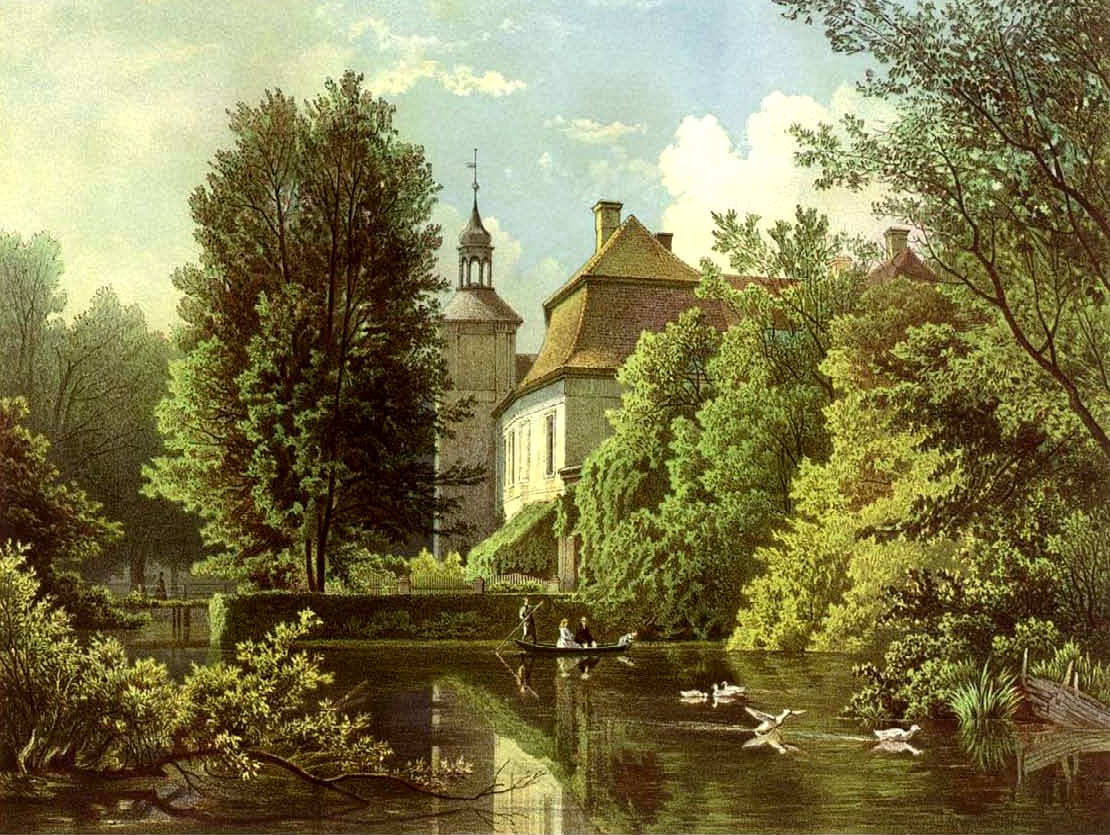
Schloss Vorhaus um 1860, Sammlung Alexander Duncker

Chojnów (deutsch Haynau) ist eine Stadt im Powiat Legnicki der Woiwodschaft Niederschlesien in Polen. Von 1248 bis 1453 war sie Residenzstadt des Herzogtums Haynau, das ein Teilherzogtum des piastischen Herzogtums Liegnitz war.

## Geographie
Chojnów liegt am linken Ufer der Skora (Schnelle Deichsa), einem Nebenfluss der Schwarzwasser (polnisch Czarna Woda) etwa 18 Kilometer nordwestlich von Liegnitz und 17 Kilometer nördlich von Goldberg. Sie ist damit am Übergang zwischen der Mittelschlesischen Ebene (Równina Chojnowska) und dem Bober-Katzbach-Gebirge und grenzt an die Niederschlesische Heide.

## Geschichte
Haynau, das wegen seiner verkehrsgünstigen Lage am nördlichen Zweig der Hohen Straße angelegt wurde, stammt wie Goldberg aus der Zeit des Herzogs Heinrich I. des Frommen. Obwohl Haynau vor 1241 gegründet wurde, ist es erst 1288 als civitas belegt. Ein Kastellan ist für das Jahr 1292 nachgewiesen. Von 1291 bis 1297 hielt der Glogauer Herzog Heinrich III. das Weichbild um Haynau besetzt. 1333 erhielt Haynau das Stadtrecht. Für das Jahr 1335 ist die lateinische Ortsbezeichnung „Haynovia“ belegt. Vor der Stadtmauer lagen die Liegnitzer Vorstadt und die Bunzlauer Vorstadt.
Zusammen mit dem Herzogtum Liegnitz gelangte Haynau 1329 als ein Lehen an die Krone Böhmen. 1332 ist die Zunft der Weber belegt. Da der damalige Bürgermeister Albert von Ypra hieß, wird angenommen, dass er aus der Tuchmacherstadt Ypern in Flandern stammte. Seit 1353 wurden drei der vier bzw. fünf Ratsherren der Stadt von den Zünften gestellt. 1372 entstand vor dem Liegnitzer Tor das Hospital St. Nikolaus. 1387 erwarb die Stadt die Erbvogtei, später auch die Landvogtei.
In den Hussitenkriegen fielen 1428 fielen die Hussiten in Haynau ein und zerstörten Teile der Stadt. Im 16. Jahrhundert erlebten die Tuchmacher ihre größte Blüte. Sie hatten schon seit 1469 an der Pfarrkirche eine eigene Kapelle, die den hll. Andreas und Katharina geweiht war, sowie ein Hospital und ein Zunfthaus. Während der Reformation hatte sich seit 1535 in Haynau die evangelische Konfession durchgesetzt. 1553 befanden sich innerhalb der Stadtmauern 251 Häuser. Zu einem Niedergang kam es im Dreißigjährigen Krieg. 1642 waren 120 Häuser innerhalb der Stadtmauern durch Verwüstung und Brand unbewohnbar. 1645 wirkten in der Stadt nur noch 23 Tuchmacher und sechs Leineweber.
Nach dem Tod des letzten Liegnitzer Herzogs Georg Wilhelm I., mit dem Geschlecht der Schlesischen Piasten 1675 erlosch, fiel Haynau als erledigtes Lehen durch Heimfall an die Krone Böhmen. Nachfolgend wanderten einige der evangelischen Bewohner nach Brandenburg und Sachsen aus. Durch die Altranstädter Konvention von 1707 wurden den Evangelischen die ihnen 1701 weggenommenen Kirchen wieder zurückgegeben. Zugleich wurde für die Katholiken im damals unbewohnten Ostflügel des Schlosses eine Marienkapelle eingerichtet.
Nach dem Ersten Schlesischen Krieg 1742 fiel Haynau mit dem größten Teil Schlesiens an Preußen. Da bei einem Brand des Schlosses auch die katholische Marienkapelle zerstört worden war, wurde auf Kosten des preußischen Königs Friedrich II. 1770–1774 die schlichte Maria-und-Joseph geweihte Kirche an der Nordwestecke der Altstadt errichtet sowie die ebenfalls zerstörten Häuser an der Südseite des Marktplatzes, in denen u. a. Zuwanderer aus der Oberlausitz eine Unterkunft fanden. Durch die Förderung der Tuchmacherei und Leineweberei kam es zu einem neuerlichen wirtschaftlichen Aufschwung.
Während der Befreiungskriege besiegte im Gefecht bei Haynau am 26. Mai 1813 ein preußischer Reiterverband unter Generalmajor Gebhard Leberecht von Blücher das französische Korps Maison.
Durch den frühen Anschluss an das Eisenbahnnetz mit dem Streckenabschnitt Liegnitz–Bunzlau entstanden ab 1845 neue Industriebetriebe. Von großer wirtschaftlicher Bedeutung waren danach Gerbereien und Lederfärbereien, die „Wirbelsche Handschuhfabrik“ sowie Produktionsstätten für Zucker, Papier, Ziegel- und Tonwaren, Eisen- und Blechwaren, Möbel, Maschinen u. a. 1885 wurde der Stadtpark nach Entwurf des Gartengestalters Eduard Petzold angelegt. Bei der Reichstagswahl vom 6. Juni 1920 siegte die SPD mit 1672 Stimmen. Bei den Märzwahlen von 1933 siegte die NSDAP deutlich mit 3340 Stimmen; Bürgermeister Hermann Kranold (SPD) wurde verhaftet.
Am Ende des Zweiten Weltkriegs erlitt Haynau beträchtliche Zerstörungen. Am 10. Februar 1945 wurde Haynau von der Roten Armee eingenommen. Als Folge des Kriegs fiel es mit dem größten Teil Schlesiens an Polen. Nachfolgend wurde es von den polnischen Behörden in „Gajewicko“ und 1946 in „Chojnów“ umbenannt. Die deutschen Bewohner wurden, soweit sie nicht vorher geflohen waren, größtenteils vertrieben. Die neu angesiedelten Bewohner waren teilweise Zwangsumgesiedelte aus Ostpolen, das an die Sowjetunion gefallen war.
Die Fabriken vor Ort wurden 1945 schwer beschädigt; der Wiederaufbau dauerte teils bis in die 1950er Jahre. 1946 wurde die Maschinenbaufabrik „DOLZAMET“ gegründet, die sich nach 1986 auf die Produktion von Industrieketten spezialisierte und bis heute besteht. Im Januar 1950 wurden in Chojnów rund 20 Bürgerkriegs-Flüchtlingsfamilien aus Griechenland angesiedelt, von denen einige bis heute in der Stadt leben. 1958 wurde im Piastenschloss ein Regionalmuseum eröffnet.  n den 1960er Jahren wurden Teile der zerstörten Altstadt im Stil der sozialistischen Nachkriegsarchitektur neu errichtet.

## Landgemeinde Chojnów
In der Stadt befindet sich auch der Verwaltungssitz der Gmina Chojnów, der die Stadt jedoch nicht angehört.

## Sehenswürdigkeiten
- St.-Peter-und-Paul-Kirche (Kościół par. pw. św. Piotra i Pawła): Die Kirche ist seit dem Jahr 1299 nachweisbar. Die ältesten Teile der dreischiffigen Basika stammen aus der 1. Hälfte des 14. Jahrhunderts. Um 1400 wurde sie um- und ausgebaut und nach einem Brand im Jahre 1651 bis 1659 wiederaufgebaut. Die Kirche war von Anbeginn als Pfarrkirche „Unserer Lieben Frau“ geweiht. Von 1535 bis 1701 und von 1707 bis 1945 war sie evangelisch. Danach erhielt sie das heutige Patrozinium. Das spätgotische Triptychon mit der von Heiligen umgebenen Madonna (um 1500), eine ganzfigurige Renaissance-Grabplatte des Wolf von Busewoy (1543) sowie einen barocken Taufstein von 1660. Der Hauptaltar mit der Auferstehungsszene des Malers Ostermeyer von 1678 ist das Geschenk eines ehemaligen Haynauer Patriziers aus Augsburg; dazu kommt unter anderem die barocke Kanzel von 1671.[4].
- Die katholische Pfarrkirche St. Maria und St. Joseph (Kościół Niepokalanego Poczęcia Najświętszej Maryi Panny)  wurde 1909–1911 nach Entwurf des Architekten Oskar Hossfeld im Stil der Neuromanik errichtet. Die stilgleiche Innenausstattung (Hauptaltar, Kapelle und Taufbecken) schuf der Bildhauer Joseph Hugo Bürger (1872–1958). Die Deckengemälde des Mittelschiffs stammen von den Frankfurter Glas- und Dekorationsmalern Otto Linnemann und Rudolf Linnemann, die auch die Entwürfe für die Bleiglasfenster des Chors schufen.
- Die Haynauser Synagoge wurde ab 1893 errichtet. Nach dem Ersten Weltkrieg errichteten Mitglieder des Reichsbundes jüdischer Frontsoldaten in der Synagoge eine Gedenktafel zum Gedenken an 8 während des Krieges gefallene Kameraden. Die Synagoge wurde während der Novemberpogrome 1938 von deutschen Nationalsozialisten zerstört. Heute ist nur die Frontwand des Gebäudes teilweise erhalten, sie wurde für eine benachbarte Schule zu einer Turnhalle umgebaut. Eine Gruppe von etwa 100 Juden ließ sich nach dem Zweiten Weltkrieg in Chojnów nieder, die jedoch bald in den neu gegründeten Staat Israel auswanderten.[5]
- Das ehemalige Pfarrhaus ist ein gotischer Backsteinbau aus der zweiten Hälfte des 15. Jahrhunderts, der 1533 als „Priesterhaus“ erwähntwurde. Nach Bränden 1717 und 1820 wurde er 1960–1962 für die Städtische Bibliothek wieder aufgebaut.
- Das Piastenschloss war zunächst Stadtburg, die nach der Zerstörung in den Hussitenkriegen  1546/1547 Liegnitzer Herzog Herzog Friedrich III. unter der Leitung des Architekten Franziskus Parr (auch Pahr, bzw. Bahr, gest. ca. 1580) zu einem Renaissanceschloss aufgebaut wurde. Aus dieser Zeit stammt das Sandsteinportal, dessen Fries den Herzog und seine Gattin zeigt. Ab 1558 diente das Schloss als Residenz für die herzoglichen Witwen. Brände und Umbauten verwischten den Renaissancecharakter des Baus. Heute beherbergt es ein Regionalmuseum mit Ausstellungsgegenständen zur Stadtgeschichte, zur Schlosserei- und Schmiedekunst, den Haynauer Zünften, Blank- und Feuerwaffen und einem Lapidarium.
- Reste der mittelalterlichen Burg sind vor der Hauptfassade des Piastenschlosses zu sehen: Die Fundamente eines freistehenden Rundturms und des Brunnens.
- Das Neue Rathaus im Stil der Neorenaissance wurde 1878–1891 neben dem Piastenschloss mit zweifarbigem Backstein errichtet. Der Mittelteil ist von einem kleinen Giebel mit einer Uhr verziert. Das erstmals 1336 erwähnte Rathaus am Marktplatz wurde 1875 abgebrochen.
- Der Bahnhof Haynau wurde ab 1908 errichtet. Er besteht aus dem Raum des Bahnhofsvorstehers, zwei Kontrollräumen sowie den hölzernen Überdachungen der beiden Bahnsteige.
- Der Weber-Brunnen am Marktplatz erinnert an die Tuchmacher- und Webtraditionen der Stadt und wurde im Zuge der Neugestaltung des Marktes 2010 bis 2012 errichtet. Die 2,5 Meter hohe Bronzeskulptur eines Webers mit Stoff über der Schulter wurde vom Bildhauer Michał Jackowski aus Białystok geschaffen. Sie steht in der Mitte des Brunnenbeckens mit den Jahreszahlen 1333 (Erteilung der Stadtrechte) und 2012 (Abschluss der Neugestaltung des Marktplatzes) hängen. Einmal im Jahr wird hier das Weber- und Kunsthandwerksfest veranstaltet. Am Marktplatz stand vor 1945 der Hohenzollern-Jubiläumsbrunnen.
- Der Piastenpark liegt am früheren Hopfenberg und ist einer von zwei Stadtparks in Chojnów. Die Parkanlage entstand 1885 auf Initiative des Bürgermeisters Richard Müller nach dem Entwurf von Eduard Petzold. Es ist das größte mit Bäumen bepflanzte Erholungsgebiet in der Stadt. Am höchsten Punkt steht der 1915 errichtete Wasserturm, ein monumentaler Bau auf quadratischem Grundriss, der modernistische und klassizistische Elemente vereint. Der Wasserturm war das erste Gebäude in Haynau, das mit der damals modernen Stahlbetontechnik errichtet wurde.
- Fragmente der vormaligen Stadtmauer. Der um 1400 errichtete ursprünglich gotische Weberturm ist ein Wehrturm aus der mittelalterlichen Stadtbefestigung und nur zur Hälfte der einstigen Höhe erhalten. Die Attika im Stil der Renaissance stammt aus der Mitte des 16. Jahrhunderts ebenso die achteckige Fachwerk-Bekrönung. Später diente der Turm als städtisches Gefängnis. 1905 wurde er zu einem Museum umgebaut und 1967 renoviert.
- Der Haynauer Ring ist durch die Verlängerung der Haupthandelsstraße entstanden. Seine Form ähnelt einem gestreckten Dreieck von 60 mal 300 Metern, an dessen einem Ende sich die St-Peter-und-Paul-Kirche steht. Sehenswert ist auch das Bürgerhaus des Hans von Schram mit Renaissancedekor am Ring 20. Es wurde laut Inschrifttafel in der Diele 1544 errichtet; umgebaut wurde es im 17. und 18. Jahrhundert. Bemerkenswert sind weiter die Häuser am Rynek 29 zuerst von 1768, das Haus datiert aus dem späten 19. Jahrhundert; außerdem das Haus am Rynek 31, ursprünglich aus dem 18. Jahrhundert (das derzeitige Gebäude stammt vom Ende des 19. Jahrhunderts).
- Das Schloss Haynau ist ein zweistöckiger Barockbau auf rechteckigem Grundriss mit Walmdach: es wurde um 1730 für die Familie Eysenmeyer gebaut und im 19. und 20. Jahrhundert restauriert. In der Wappenkartusche über dem Portal befinden sich Wappenfelder.
- Das Ensemble der Zuckerfabrik stammt von 1882 und der Zeit von 1910 bis 1935. Es besteht unter anderem aus dem Produktionsgebäude, dem Wasserturm, der Turbinenhalle, dem Zuckerlager und der Direktorenvilla.

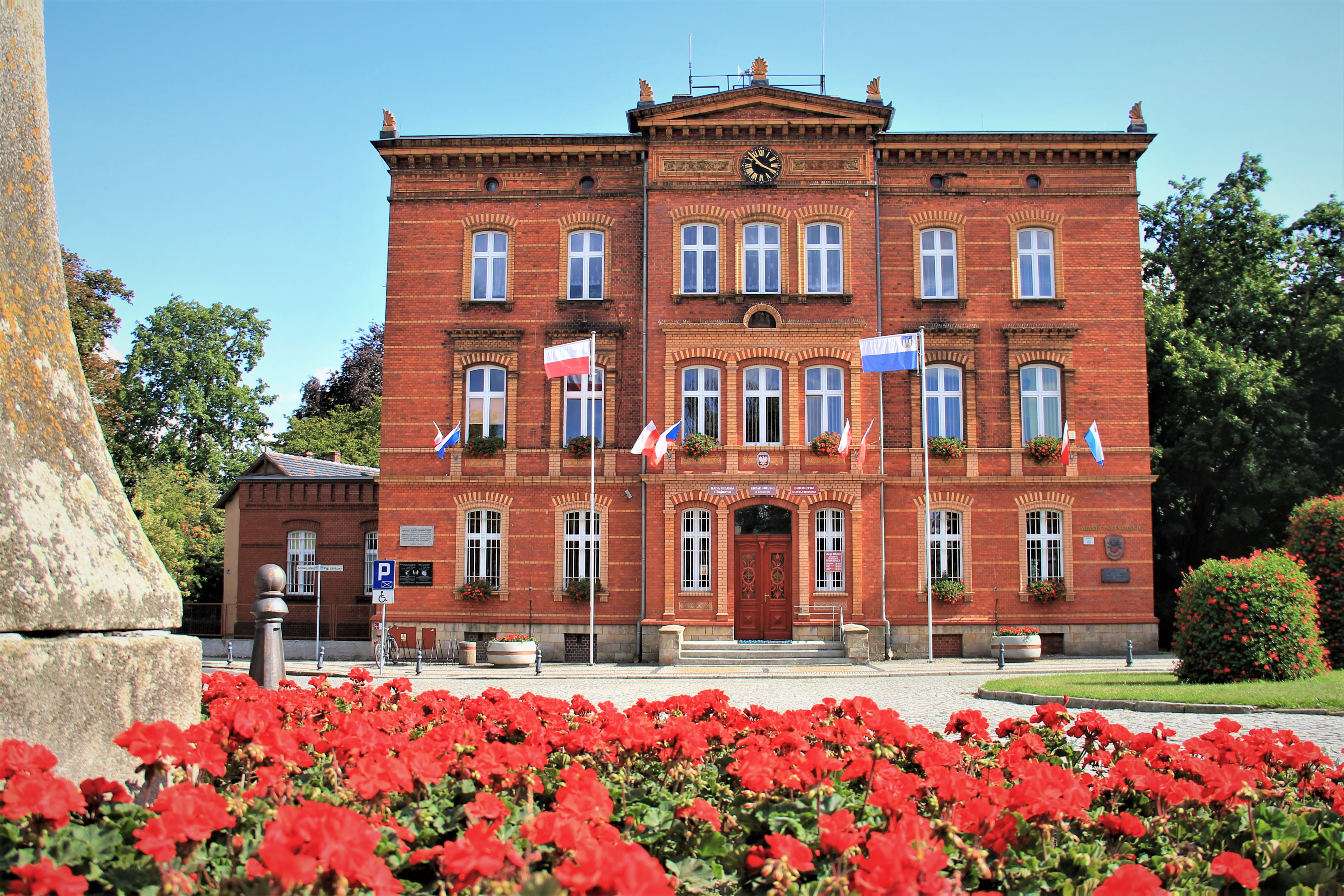
Neues Rathaus
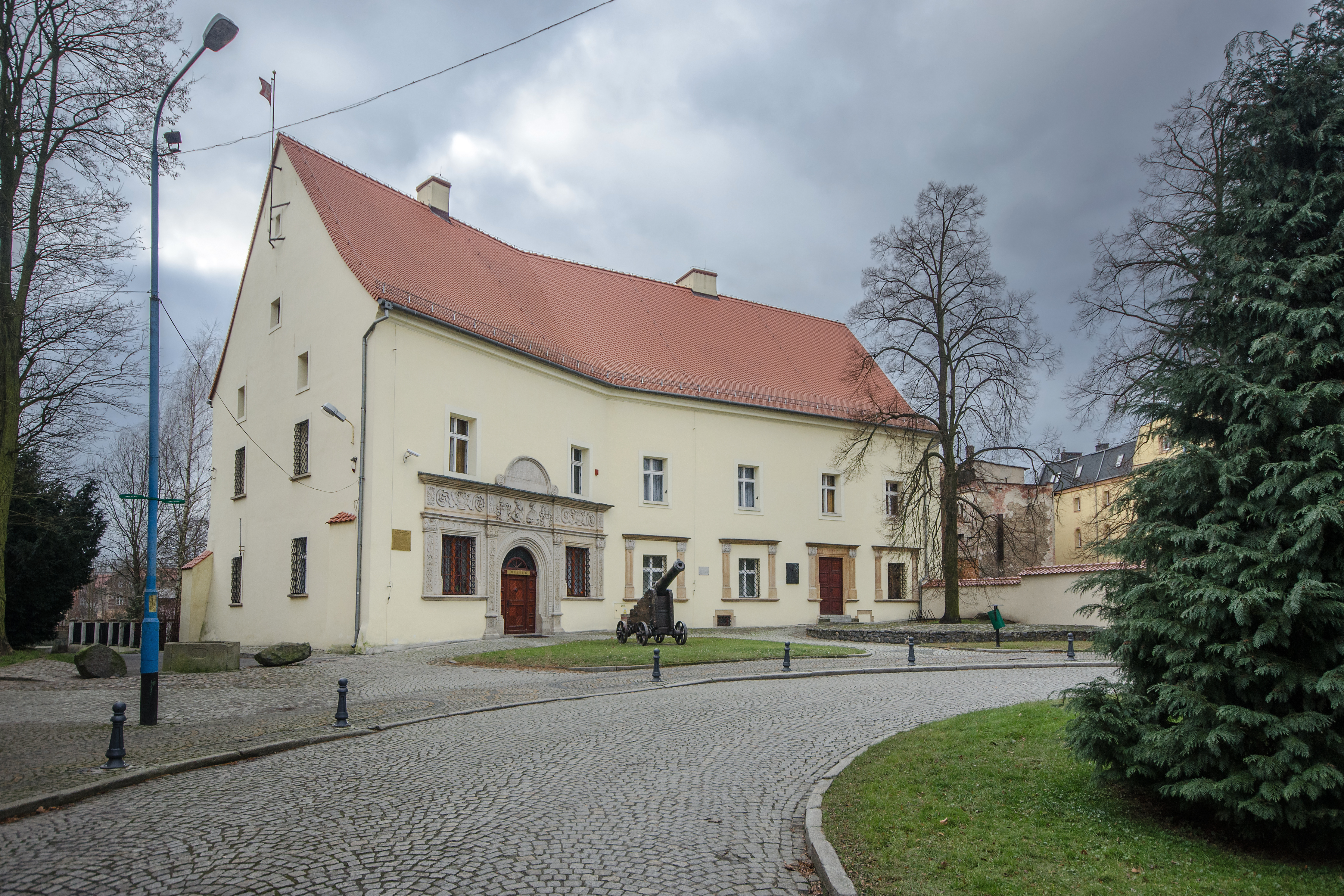
Piastenschloss
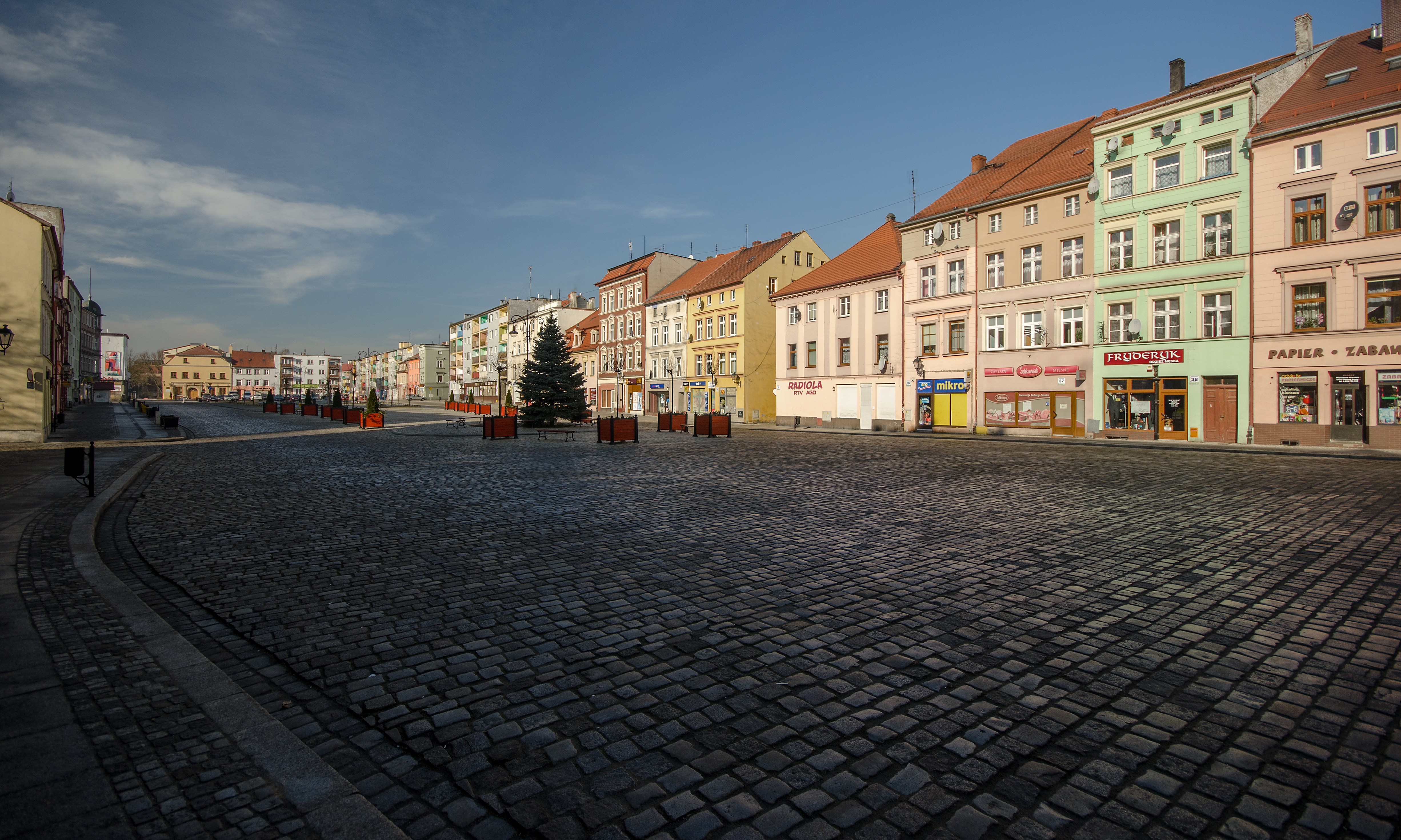
Haynauer Ring
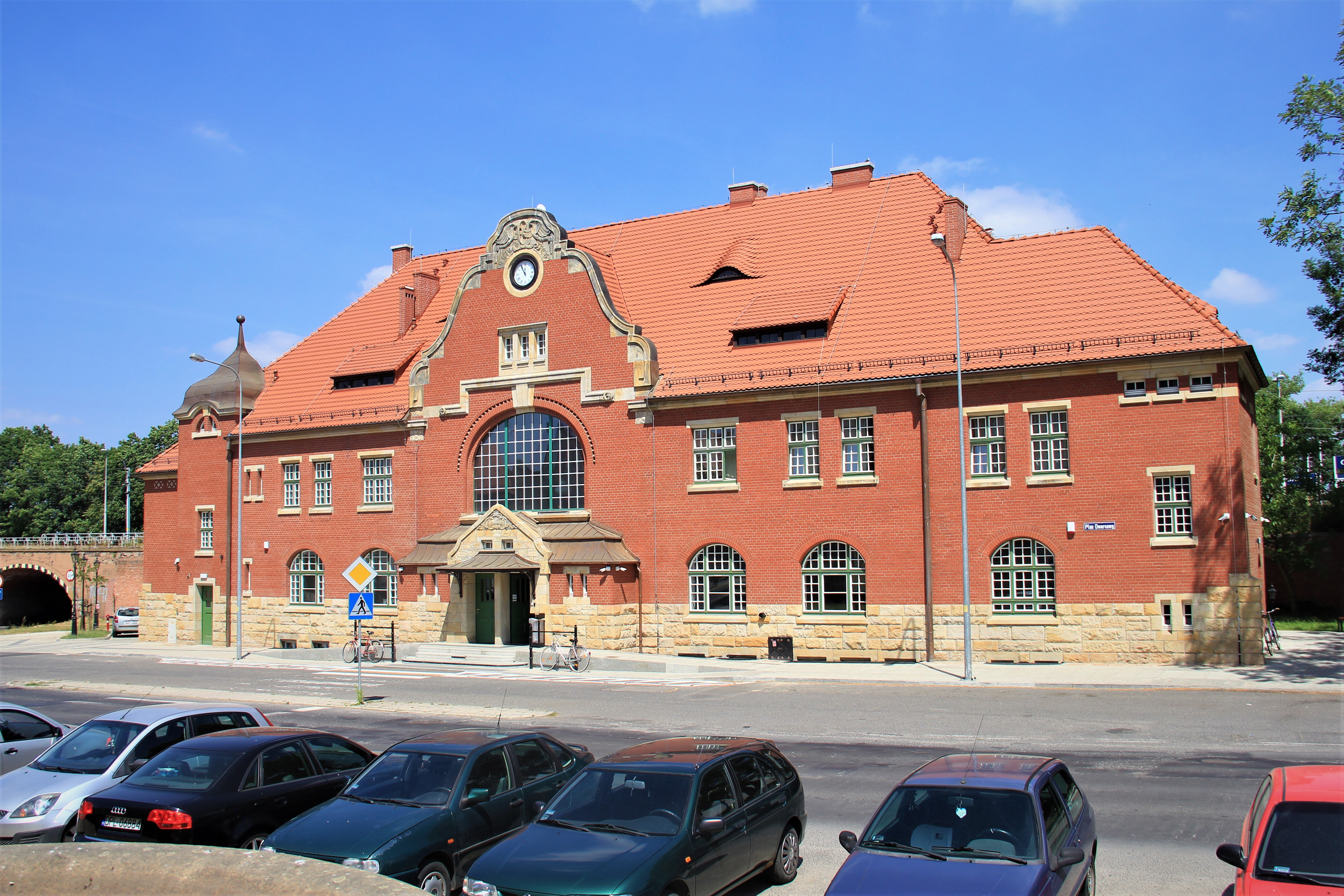
Bahnhof
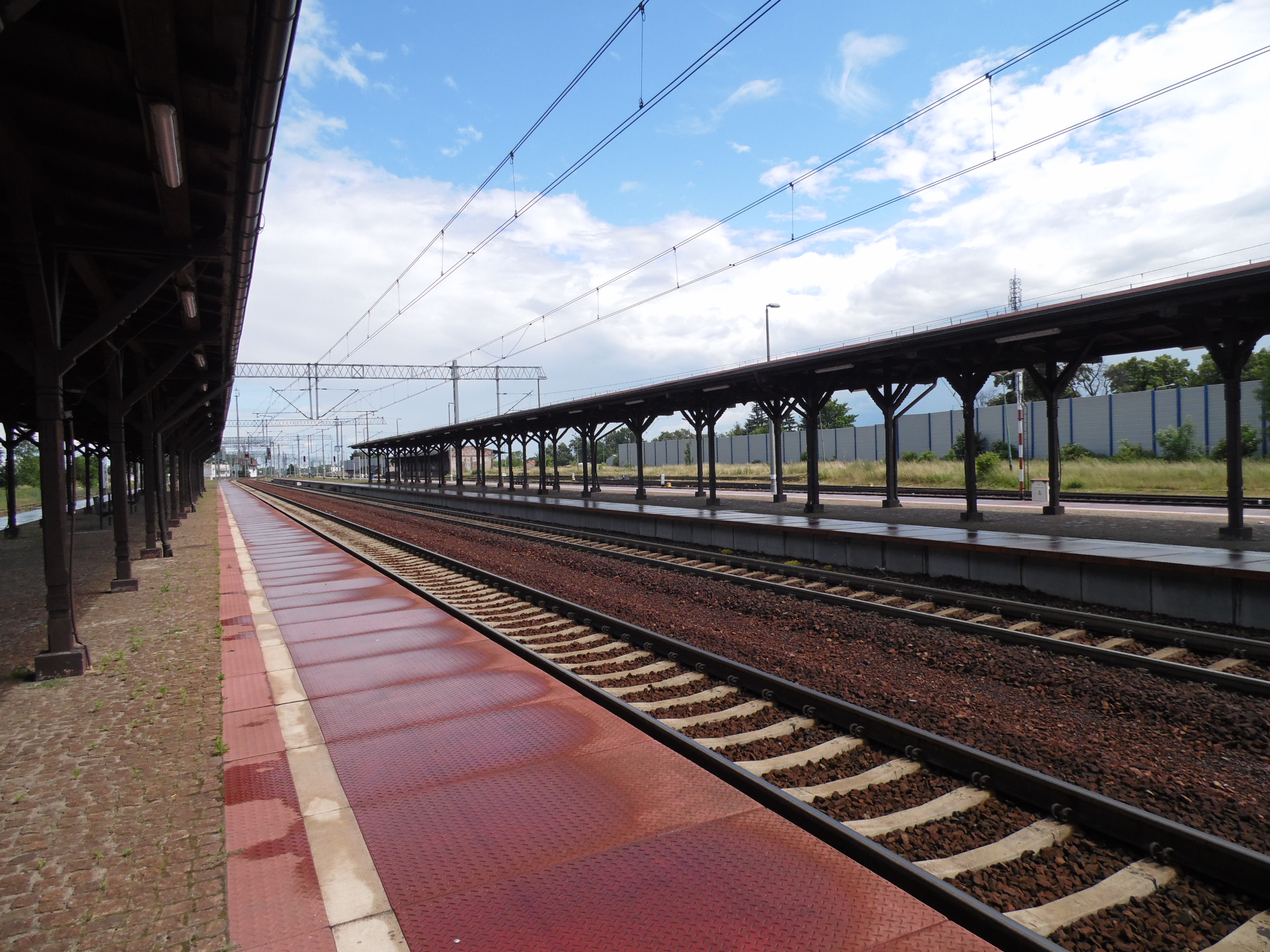
Bahnsteig mit hölzerner Überdachung
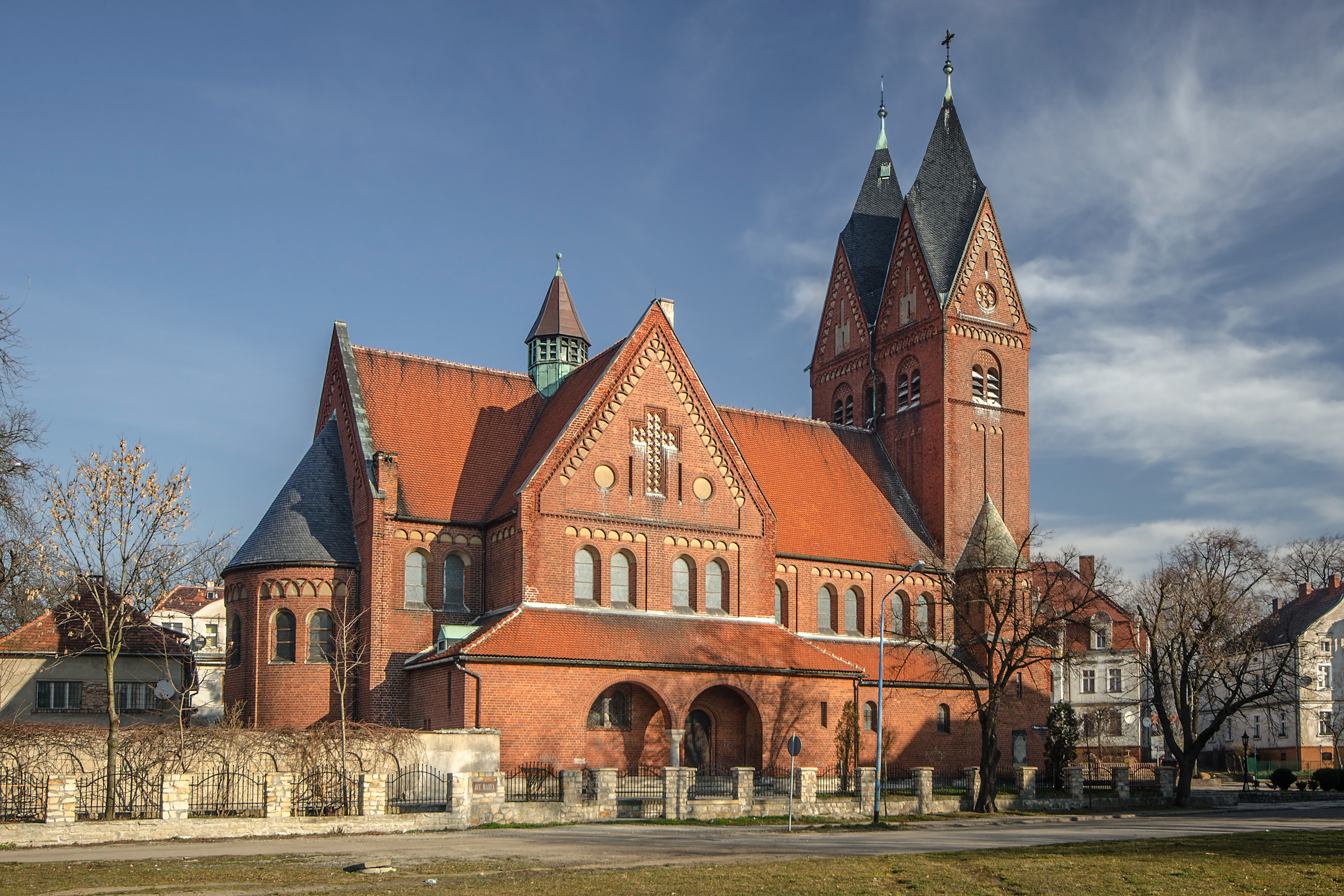
Pfarrkirche St. Maria und St. Joseph (bis 1945)
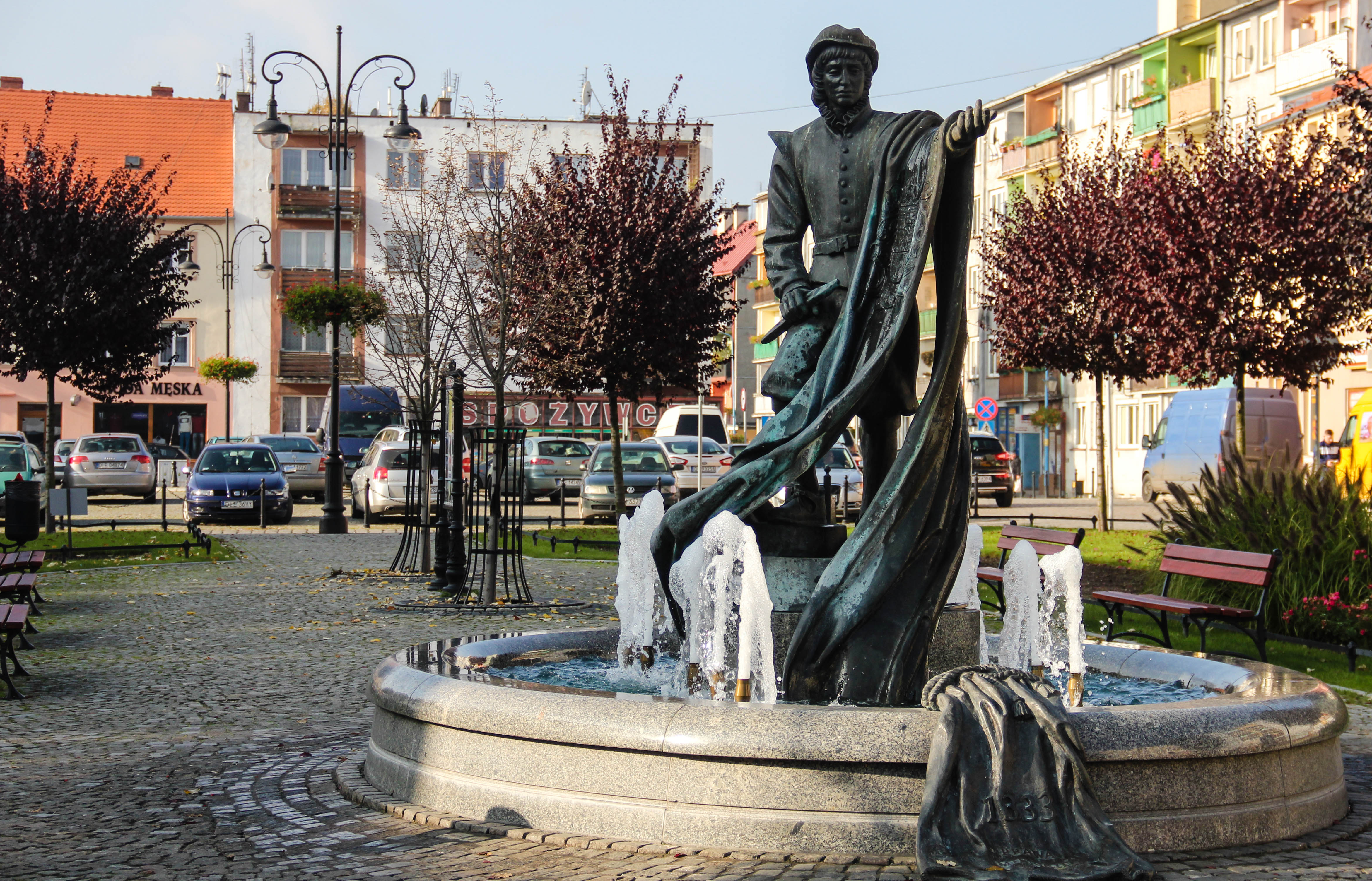
Weberbrunnen
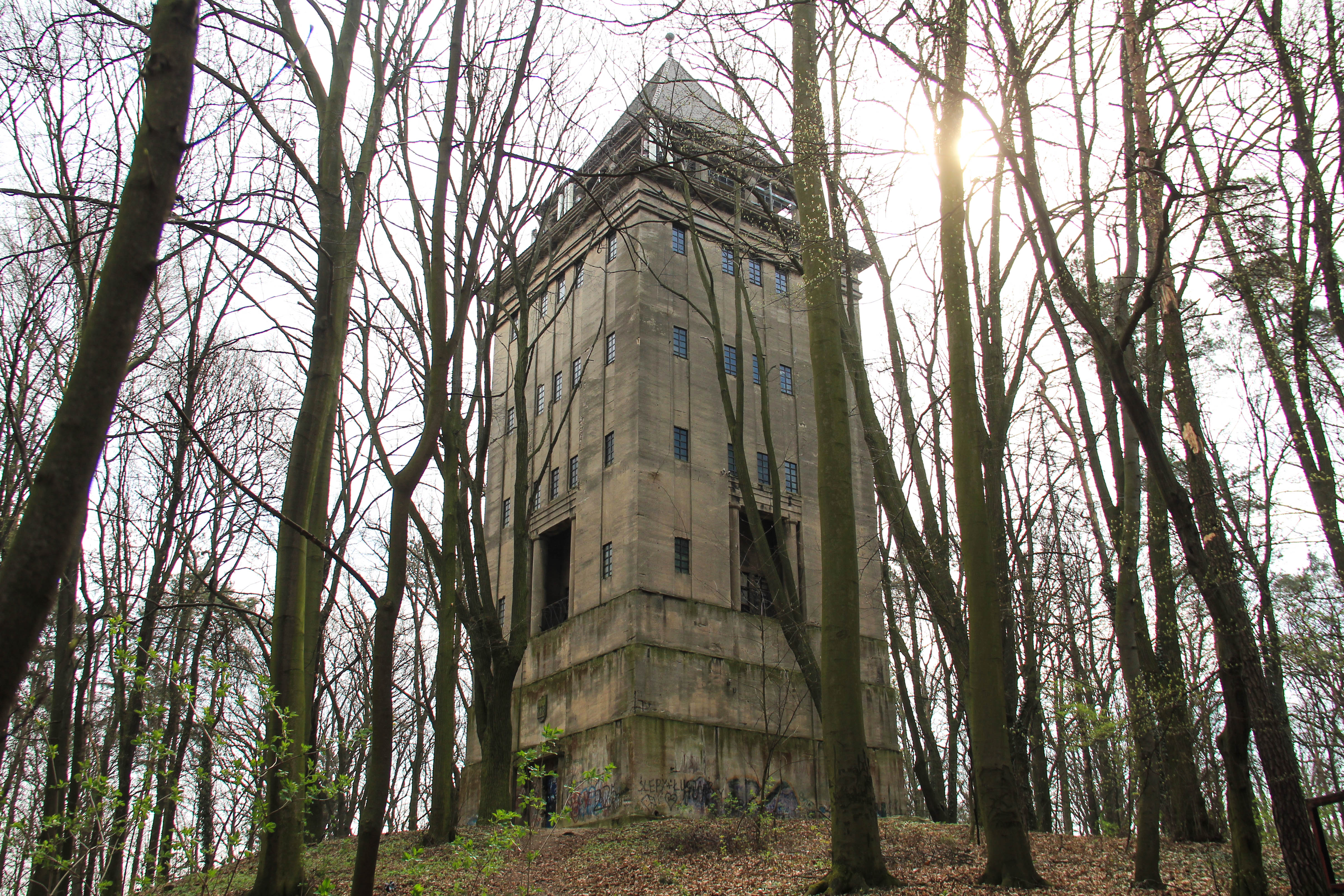
Wasserturm

## Bevölkerungsentwicklung
| 1890 | 8115   | davon 6929 Evangelische, 1053 Katholiken und 123 Juden | 1825 | 10.227 | davon 8591 Evangelische, 1270 Katholiken, 33 sonstige Christen und 93 Juden | 1933 | 11.433 | davon 9489 Evangelische, 1255 Katholiken, keine sonstigen Christen und 66 Juden | 1939 | 11.114 | davon 9386 Evangelische, 1176 Katholiken, 14 sonstige Christen und 14 Juden | 1946 | 5435 |
| 1985 | 12.926 |                                                        |      |        |                                                                             |      |        |                                                                                 |      |        |                                                                             |      |      |
| 2005 | 14.510 |                                                        |      |        |                                                                             |      |        |                                                                                 |      |        |                                                                             |      |      |
| 2018 | 13.573 |                                                        |      |        |                                                                             |      |        |                                                                                 |      |        |                                                                             |      |      |

## Verkehr
- Chojnów hat eine gute Verkehrsanbindung, es liegt fünf Kilometer von der Autobahn A4 entfernt, aus der Stadt führt die Woiwodschaftsstraße Nr. 328 zur Autobahnzufahrt. Durch Chojnów führt die Nationalstraße Nr. 94 (Korczowa – Kraków – Wrocław – Legnica – Zgorzelec).
- Busbahnhof

## Söhne und Töchter der Stadt
- Johann Wilhelm Ritter (1776–1810), deutscher Physiker
- Otto von Hoffmann (1816–1900), preußischer Generalleutnant
- Theodor Bail (1833–1922), deutscher Botaniker und Mykologe
- Wilhelm Sander (1838–1922), deutscher Psychiater
- Hermann von dem Borne (1850–1923), preußischer Offizier, Generalleutnant
- Georg Michaelis (1857–1936), deutscher Reichskanzler
- Luise Thiersch-Patzki (1870–1937), Kunstmalerin
- Paul Becker (1885–nach 1938), deutscher Politiker (SPD)
- Edith Jacobson (1897–1978), Ärztin und Psychoanalytikerin, Vorsitzende der New York Psychoanalytic Society
- Hans Krieg (1899–1961), jüdischer Komponist und Dirigent, ab 1933 in den Niederlanden
- Oswald Lange (1912–2000), deutscher Raketenforscher
- Hartmut Olejnik (* 1930), deutscher Gartenarchitekt
- Horst Mahler (1936–2025), deutscher Jurist und politischer Extremist
- Christine Müller-Stosch (* 1938), deutsche evangelische Theologin, Malerin und Autorin

## Partnerstädte
- Egelsbach, Deutschland seit 2005
- Commentry, Frankreich seit 2006
- Mnichovo Hradiště, Tschechien seit 2016